# Король воров
«Король воров» (англ. King of Thieves) — британский криминальный фильм 2018 года, основанный на реальной истории ограбления в Хаттон-Гардене в 2015 году. Режиссёр Джеймс Марш, в главных ролях Майкл Кейн, Том Кортни, Майкл Гэмбон.

## Сюжет
Группа отошедших от дел мошенников решает провернуть беспрецедентную кражу со взломом хранилища в Хаттон-Гарден. Им удается сбежать с украденными драгоценностями и деньгами на сумму более 14 миллионов фунтов стерлингов, что стало самым громким преступлением в Великобритании за последние сто лет…

## Съёмки
Большая часть сцен была снята в центре Лондона и вокруг Маргита, Кент, включая сцены в пабе Wig and Pen, отеле Nayland Rock, Харбор-Арм в Маргите, за пределами Turner Contemporary и сцену на железнодорожной станции Маргейт. Утес Эбботта в Дувре также можно увидеть в сцене с поездом, где Брайан Ридер (Майкл Кейн) едет в Маргейт.

## В ролях
- Майкл Кейн — Брайан Ридер
- Джим Бродбент — Терри Перкинс
- Том Кортни — Джон Кенни Коллинз
- Чарли Кокс — Бэзил / Майкл Сид
- Пол Уайтхаус — Карл Вуд
- Майкл Гэмбон — Билли «Фиш» Линкольн
- Рэй Уинстон — Дэнни Джонс
- Франческа Аннис — Линн Ридер

## Саундтрек
Кавер «The Man», первоначально выпущенный рок-группой The Killers, был выпущен британским джаз-поп-певцом Джейми Каллумом в качестве ведущей темы из саундтрека к King of Thieves.

## Критика
На сайте Rotten Tomatoes фильм получил рейтинг одобрения 33 % на основе 88 обзоров со средней оценкой 4,9 из 10. Metacritic дает ему оценку 47 из 100 на основе 16 критических обзоров, что указывает на «смешанные или средние отзывы».
The Guardian поставила фильму 2 звезды из 5, заявив: «Недостаточно смешной, чтобы быть комедией, недостаточно захватывающий, чтобы быть триллером, недостаточно интересный или убедительный, чтобы иметь какую-либо документальную ценность».